# Beata Beatrix
«Beata Beatrix» (с итал. — «Блаженная Беатриче») — картина английского художника-прерафаэлита Данте Габриэля Россетти, созданная в 1864—1870 годах.

## История создания
Тяжело переживая смерть жены — Элизабет Сиддал, Россетти оставил дом на Чэтэм-плейс, где они жили. Он поселился в Тюдор-хаусе (Челси). Здесь в течение нескольких лет, снова обратившись к технике масляной живописи, он создавал памятник Элизабет — картину, в которой представил её в образе Беатриче из «Новой жизни» Данте. Беатриче изображена в момент смерти. Сам же Россетти ассоциирует себя с оплакивающим свою утрату Данте.

## Сюжет картины
Этот образ кардинально отличался от чувственных женщин, характерных для творчества Россетти со времени создания Bocca Baciata.
«Глядя на эту картину, важно помнить о том, что она призвана не изображать смерть, но заменять её формой транса, в состоянии которого Беатриче, словно парящая на балконе над городом, неожиданно оказывается вознесённой с Земли на Небо». (Из письма Россетти У. Моррису)
Солнечные часы обозначают проходящее время, две фигуры на заднем плане — ангел любви с пылающим сердцем в руке и сам Россетти. На ладонь героини птица (вестник смерти) кладёт цветок мака (Сиддал умерла от передозировки настойки опия).
Состояние, пограничное между жизнью и смертью, между земным и духовным станет позднее одной из важных тем, исследуемых художниками-символистами. Фигуры с неопределёнными контурами напоминают работы Джулии Маргарет Камерон — они восхищали Россетти. Сама же картина по композиции и настроению повторяет фотографию Камерон «Call, I follow, I follow, let me die!», посвящённую стихотворению Альфреда Тэннисона.